# Manal al-Sharif

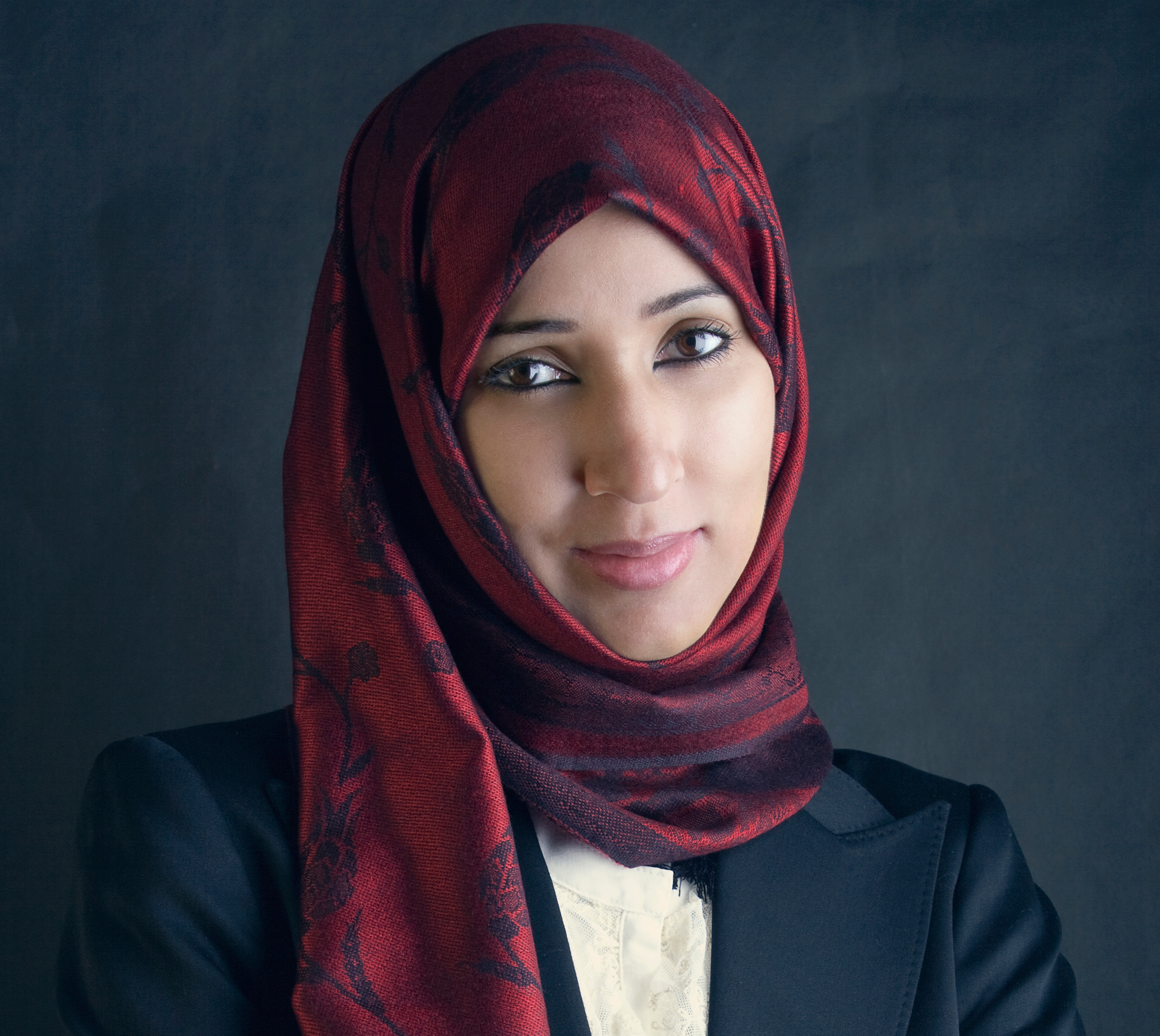
Manal al-Sharif (2011)

Manal al-Sharif (arabisch منال الشريف, DMG Manāl aš-Šarīf; * 25. April 1979 in Mekka, Saudi-Arabien) ist eine saudische IT-Beraterin, die für das Unternehmen Aramco gearbeitet hat. Bekannt wurde sie für ihr Engagement für das Recht, auch als Frau in Saudi-Arabien Auto fahren zu dürfen. Dieses Recht fordert sie in ihrer Kampagne „Woman2Drive“ ein.

## Leben
Sharif studierte nach einer Kindheit mit zwei Geschwistern in einem strengen Elternhaus in Dschidda Informatik und arbeitete anschließend als eine der ersten Frauen beim staatlichen saudischen Ölkonzern Aramco in einem gemischten Arbeitsumfeld gemeinsam mit Männern. Im Rahmen eines Austauschprogramms arbeitete sie für ein Jahr beim amerikanischen Computerkonzern EMC. In dieser Zeit machte sie auch ihren Führerschein. Die Restriktionen für Frauen in ihrem Heimatland störten sie zunehmend.
Am 19. Mai 2011 ließ sie sich nach langer Vorbereitung in der Stadt al-Chubar von ihrer Freundin Wajeha al-Huwaider am Steuer eines Wagens filmen und  veröffentlichte das Video im Internet. Am 22. Mai 2011 wurde sie wegen „Aufwiegelns der öffentlichen Meinung gegen den Staat“ verhaftet. Amnesty International forderte ihre Freilassung. Am 30. Mai 2011 wurde sie unter Auflagen freigelassen. Nach Morddrohungen musste sie Saudi-Arabien verlassen.
Seitdem tritt sie weltweit für die Rechte der Frauen in der islamischen Welt ein. Sie traf dabei unter anderem den Dalai Lama. Ihr Buch über ihre damaligen Erlebnisse Daring to drive erschien 2017 in deutscher Übersetzung unter dem Titel Losfahren.
Sie lebt in Sydney. Dort ist sie in zweiter Ehe mit einem Brasilianer verheiratet und hat mit ihm einen zweiten Sohn. Den ersten Sohn musste sie nach ihrer Scheidung beim Vater in Saudi-Arabien zurücklassen und darf ihn nur gelegentlich besuchen. Ihre beiden Kinder haben einander noch nie gesehen, weil ihrem zweiten Sohn die Einreise nach Saudi-Arabien verwehrt wird, da der zweiten Ehe von Manal al-Sharif mit einem Nicht-Saudi bislang die notwendige Zustimmung der saudischen Regierung fehlt und der Sohn darum keine saudische Staatsangehörigkeit besitzt.
Im September 2017 wies König Salman die Regierung an, Regularien zu erarbeiten, nach denen sowohl Männern als auch Frauen die Fahrerlaubnis erteilt werden soll. Ein Komitee mehrerer Ministerien solle dies prüfen; spätestens im Juni 2018 sollen die Regularien umgesetzt werden.

## Auszeichnungen
Das amerikanische Magazin Foreign Policy magazine zählte Manal al-Sharif zu einem der Top 100 Global Thinkers 2011.
Forbes zählte sie 2011 zu den Women Who (Briefly) Rocked.
2012 zählte das TIME Magazine sie zu den 100 einflussreichsten Persönlichkeiten der Welt.
Gemeinsam mit der Friedensnobelpreisträgerin Aung San Suu Kyi und dem chinesischen Künstler Ai Weiwei gehörte sie zu den ersten Preisträgern des Václav Havel Prize for Creative Dissent der Human Rights Foundation auf dem Oslo Freedom Forum.